# Esteles funeràries del cementiri de Savallà del Comtat
Les esteles funeràries del cementiri de Savallà del Comtat són unes pedres gravades assenyalant uns enterraments que estan incloses en l'Inventari del Patrimoni Arquitectònic de Catalunya. Les 14 esteles que es conserven a l'agregat de Segura, a la Conca de Barberà, són de tipus discoïdals gravades amb diferents motius d'iconografia cristiana com creus, motius geomètrics i escuts. Les esteles discoïdals eren utilitzades durant l'edat mitjana com a senyalitzadors d'enterraments. Aquest tipus d'esteles són freqüents a partir del segle xiii.
Originàriament, les esteles les eren mig clavades al sòl, allà on s'havia d'enterrar el difunt. Actualment estan situades al perímetre del cementiri de Savallà del Comtat, amb una funció decorativa. Amb un peu d'entre 0,5 i 1m acaben en forma circular al mig de la qual hi ha esculpides diferents imatges d'iconografia cristiana.
L'ús de les esteles funeràries discoïdals s'inicia a la Prehistòria, amb grans esteles en les zones càntabres i es pot datar amb seguretat a Catalunya a partir dels segles XII-XIII. Van ser emprades fins èpoques modernes; les noves modes i costums en el món funerari, com un nínxol o la creu per assenyalar enterraments, juntament amb el trasllat dels cementiris fora del nucli urbà per raons higièniques contribuïren a l'abandó del seu ús. És aquest el moment en què aquestes peces pateixen variades sorts: decoració cementiris (Savallà del Comtat), com a totxana de recobriment del mur (Forès), creu de terme (Conesa). Actualment en la comarca de la Conca hi ha unes 131 esteles aproximadament.